# Kepler-11c
Kepler 11c és un exoplaneta descobert per la Missió Kepler de la NASA. Gira al voltant de Kepler-11, una estrella mol semblat al nostre Sol. S'especula que puga estar fet majorment de gel o gas a causa de la seva densitat.